# Società Sportiva Felice Scandone 1999-2000
Questa voce raccoglie le informazioni riguardanti la Società Sportiva Felice Scandone nelle competizioni ufficiali della stagione 1999-2000.

## Verdetti stagionali
Competizioni nazionali
- Serie A2:
  - stagione regolare: 3º posto su 11 squadre (18/12);
  - Promosso ai play-off in Serie A.

## Rosa 1999-2000
| Società Sportiva Felice Scandone 1999-2000 | Società Sportiva Felice Scandone 1999-2000 |
| Giocatori                                  | Staff tecnico                              |
| ------------------------------------------ | ------------------------------------------ |

| N. | Naz.                   | Ruolo | Nome                                  | Anno | Alt.   | Peso   |  |
| -- | ---------------------- | ----- | ------------------------------------- | ---- | ------ | ------ |  |
| 4  | Italia (bandiera)      | P     | Sergio Mastroianni                    | 1965 | 181 cm | 74 kg  |  |
| 5  | Portogallo (bandiera)  | G     | Camara Seco Umaro                     | 1976 | 196 cm | 85 kg  |  |
| 6  | Italia (bandiera)      |       | Andrea Grossi                         | 1975 | 192 cm | 85 kg  |  |
| 7  | Stati Uniti (bandiera) | A     | Herb Jones                            | 1970 | 195 cm | 90 kg  |  |
| 8  | Italia (bandiera)      | G     | Claudio Capone                        | 1965 | 187 cm | 83 kg  |  |
| 9  | Italia (bandiera)      | C     | Giovanni Dalla Libera                 | 1967 | 205 cm | 97 kg  |  |
| 10 | Italia (bandiera)      | G     | Gianluca Festa (dal 1º settembre)     | 1974 | 187 cm | 94 kg  |  |
| 11 | Italia (bandiera)      | C     | Giacomantonio Tufano                  | 1969 | 208 cm | 119 kg |  |
| 12 | Grecia (bandiera)      | A     | Vaggelīs Vourtzoumīs (dal 24 ottobre) | 1969 | 192 cm | 96 kg  |  |
| 13 | Italia (bandiera)      | G     | Roberto Simeoli                       | 1983 | 195 cm | 87 kg  |  |
| 14 | Bielorussia (bandiera) | G     | Jahor Meščarakoŭ (dal 1º settembre)   | 1976 | 205 cm | 108 kg |  |
| 15 | Italia (bandiera)      | C     | Michele Maggioli                      | 1977 | 212 cm | 113 kg |  |
|    | Italia (bandiera)      | A     | Alessandro Foraggio (dal 14 ottobre)  | 1983 | 188 cm | 82 kg  |  |

| Allenatore                                                          |
| - Luca Dalmonte                                                     |
| Assistente/i                                                        |
| - Luigi Gresta - Antonello Pellecchia Legenda - (C) Capitano Roster |

### Staff tecnico e dirigenziale
- Allenatore= Luca Dalmonte
- Vice Allenatore= Luigi Gresta
- Vice Allenatore= Antonello Pellecchia
- Preparatore Atletico= Giuseppe Grimaldi
- Medico= Gennaro Corbo
- Medico= Elia DE Simone
- Medico= Luciano Marino
- Massaggiatore= Gerardo Zeccardo

- Presidente= Generoso Benigni
- Vicepresidente= Menotti Sanfilippo
- Amministratore Delegato= Pellegrino D'Amore
- Direttore Generale= Ciro Melillo
- Team Manager= Giovanni Montella
- Dirigente Accompagnatore= Gerardo Mariella
- Relazioni Esterne= Antonello Pellecchia
- Addetto stampa= Sabino La Sala
- Segreteria= Eugenio Nevola
- Resp. Settore Giovanile= Vincenzo Tedesco

## Risultati

### Regular season

#### Girone di andata
| Avellino 12 settembre 1999 1ª giornata | Scandone Avellino | 98 – 62 | Fabriano Basket | PalaDelMauro |

| 19 settembre 1999 2ª giornata | Pall. Roseto | 65 – 57 | Scandone Avellino |  |

| Avellino 3 ottobre 1999 4ª giornata | Scandone Avellino | 64 – 58 | Jesi Academy | PalaDelMauro |

| Avellino 10 ottobre 1999 5ª giornata | Scandone Avellino | 75 – 95 | Barcellona | PalaDelMauro |

| Biella 14 ottobre 1999 6ª giornata | Pall. Biella | 72 – 86 | Scandone Avellino | Palasport Biella |

| Avellino 24 ottobre 1999 7ª giornata | Scandone Avellino | 88 – 72 | Amici Pall. Udinese | PalaDelMauro |

| 31 ottobre 1999 8ª giornata | Basket Napoli | 76 – 87 | Scandone Avellino |  |

| Avellino 7 novembre 1999 9ª giornata | Scandone Avellino | 99 – 70 | Virtus Ragusa | PalaDelMauro |

| Sassari 14 novembre 1999 10ª giornata | Dinamo Sassari | 84 – 70 | Scandone Avellino | PalaSerradimigni |

| Avellino 21 novembre 1999 11ª giornata | Scandone Avellino | 87 – 82 | Basket Livorno | PalaDelMauro |

#### Girone di ritorno
| Fabriano 5 dicembre 1999 1ª giornata | Fabriano Basket | 62 – 68 | Scandone Avellino | PalaIndesit |

| Avellino 8 dicembre 1999 2ª giornata | Scandone Avellino | 65 – 67 | Pall. Roseto | PalaDelMauro |

| Jesi 19 dicembre 1999 4ª giornata | Jesi Academy | 82 – 81 | Scandone Avellino |  |

| Messina 22 dicembre 1999 5ª giornata | Barcellona | 81 – 78 | Scandone Avellino | PalaSanfilippo |

| Avellino 6 gennaio 2000 6ª giornata | Scandone Avellino | 79 – 73 | Pall. Biella | PalaDelMauro |

| Udine 9 gennaio 2000 7ª giornata | Amici Pall. Udinese | 71 – 67 | Scandone Avellino | PalaCarnera |

| Avellino 16 gennaio 2000 8ª giornata | Scandone Avellino | 64 – 70 | Basket Napoli | PalaDelMauro |

| Ragusa 23 gennaio 2000 9ª giornata | Virtus Ragusa | 70 – 61 | Scandone Avellino | Palasport |

| Avellino 30 gennaio 2000 10ª giornata | Scandone Avellino | 96 – 78 | Dinamo Sassari | PalaDelMauro |

| Livorno 6 febbraio 2000 11ª giornata | Basket Livorno | 87 – 95 | Scandone Avellino | PalaMacchia |

#### Fase ad orologio
Fase ad orologio
| 13 febbraio 2000 1ª giornata Seconda fase | Pall. Roseto | 73 – 68 | Scandone Avellino |  |

| Livorno 5 marzo 2000 3ª giornata Seconda fase | Basket Livorno | 80 – 70 | Scandone Avellino | PalaMacchia |

| Avellino 12 marzo 2000 4ª giornata Seconda fase | Scandone Avellino | 95 – 90 | Fabriano Basket | PalaDelMauro |

| Avellino 16 marzo 2000 5ª giornata Seconda fase | Scandone Avellino | 78 – 76 | Basket Napoli | PalaDelMauro |

| 18 marzo 2000 6ª giornata Seconda fase | Jesi Academy | 77 – 83 | Scandone Avellino |  |

| Avellino 26 marzo 2000 7ª giornata Seconda fase | Scandone Avellino | 87 – 74 | Pall. Biella | PalaDelMauro |

| Messina 2 aprile 2000 8ª giornata Seconda fase | Barcellona | 80 – 79 | Scandone Avellino | PalaSanfilippo |

| Avellino 6 aprile 2000 9ª giornata Seconda fase | Scandone Avellino | 83 – 69 | Amici Pall. Udinese | PalaDelMauro |

| Avellino 9 aprile 2000 10ª giornata Seconda fase | Scandone Avellino | 82 – 81 | Virtus Ragusa | PalaDelMauro |

| Sassari 16 aprile 2000 11ª giornata Seconda fase | Dinamo Sassari | 82 – 85 | Scandone Avellino | PalaSerradimigni |

#### Play-off
| Avellino 25 aprile 2000 1ª giornata Semifinali | Scandone Avellino | 86 – 78 | Fabriano Basket | PalaDelMauro |

| Fabriano 30 aprile 2000 2ª giornata Semifinali | Fabriano Basket | 68 – 65 | Scandone Avellino | PalaIndesit |

| Avellino 4 maggio 2000 3ª giornata Semifinali | Scandone Avellino | 71 – 69 | Fabriano Basket | PalaDelMauro |

| Fabriano 7 maggio 2000 4ª giornata Semifinali | Fabriano Basket | 78 – 64 | Scandone Avellino | PalaIndesit |

| Avellino 11 maggio 2000 5ª giornata Semifinali | Scandone Avellino | 84 – 73 | Fabriano Basket | PalaDelMauro |

| Avellino 14 maggio 2000 1ª giornata Finale | Scandone Avellino | 90 – 83 | Jesi Academy | PalaDelMauro |

| Jesi 18 maggio 2000 2ª giornata Finale | Jesi Academy | 74 – 65 | Scandone Avellino | PalaTriccoli |

| Avellino 21 maggio 2000 3ª giornata Finale | Scandone Avellino | 73 – 65 | Jesi Academy | PalaDelMauro |

| Jesi 25 maggio 2000 4ª giornata Finale | Jesi Academy | 80 – 83 | Scandone Avellino | PalaTriccoli |